# Tractat d'Adams-Onís

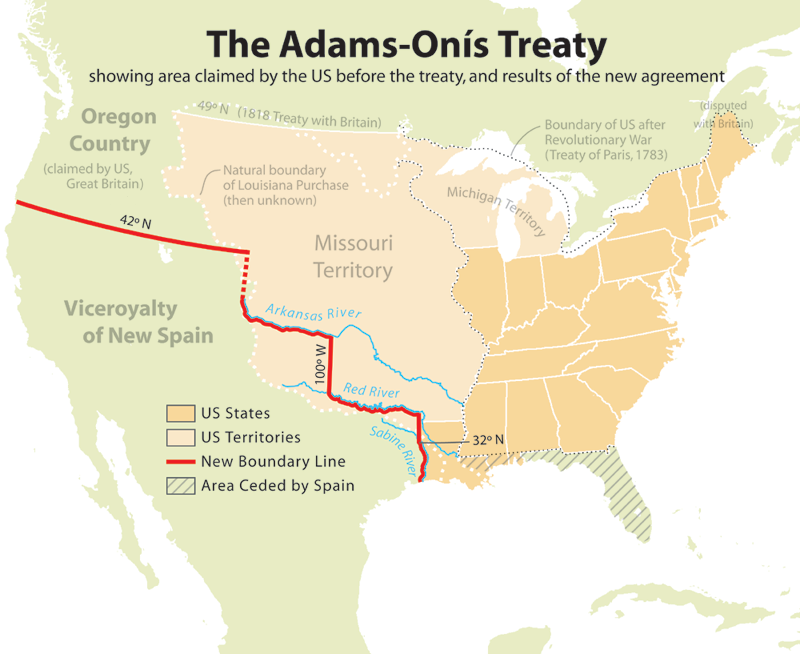
Mapa que mostra el resultat del Tractat d'Adams-Onís.

El Tractat d'Adams-Onís o Tractat transcontinental de 1819-1821 (antigament titulat Tractat d'amistat, arranjament de diferències i límits entre Sa Majestat Catòlica i els Estats Units d'Amèrica i algunes vegades anomenat "Florida Purchase Treaty" o "Tractat de la Florida de 1819-1821") va ser el resultat de la negociació entre Espanya i Estats Units per a fixar la frontera entre la nació nord-americana i el llavors virregnat de Nova Espanya.

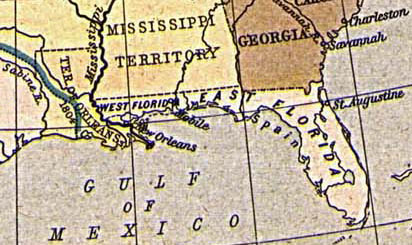
Florida espanyola en 1810, segons els historiògrafs nord-americans-el límit reivindicat per Espanya en la Florida Occidental arribava pel nord fins al paral·lel 32 ° N, és a dir gran part dels actuals estats de Mississippi i Alabama

Luis de Onís va acudir com a representant del rei Ferran VII d'Espanya i pels nord-americans el secretari d'estat John Quincy Adams. La negociació es va iniciar el 1819 i encara que es va signar en aquest mateix any no va ser ratificat fins al 22 de febrer de 1821 per ambdues parts.
La frontera es va fixar més enllà del riu Sabina i Arkansas fins al paral·lel 42 °, com a conseqüència immediata Espanya va perdre les seves possessions més enllà d'aquesta latitud com ho va ser el territori d'Oregon, també va perdre definitivament les Florides, la Louisiana espanyola i la possibilitat de navegar pel riu Mississipi. La Corona Espanyola va quedar com a única sobirana de Texas, territori que els Estats Units reclamava com a part de la Louisiana i, per tant, suposadament comprada als francesos el 1803.
El tractat va ser beneficiós per a les dues parts. En el cas d'Espanya, rebia la sobirania de Texas a canvi d'una sobirania, que de facto no tenia, a Florida. A més, el Territori d'Oregon eren molt remots i sense cap valor comercial. Estats Units va guanyar el seu transcontinental, Florida i el territori sense fronteres definides d'Oregon, el qual seria un tema de discussió entre Gran Bretanya (en el territori del Canadà) i els Estats Units.
El tractat va ser ratificat el 1832 per Mèxic i els Estats Units. Així la frontera quedaria fixada d'aquesta manera fins que el 1848 quan després de la guerra d'Intervenció Nord-americana Mèxic perdria definitivament aquests estats pels tractats derivats d'aquesta invasió. Per resultat la frontera Mèxic - Estats Units quedaria fixada pel curs del Riu Bravo, també anomenat Riu Gran del Nord.